# Par-dessus le mur (film)
Pour les articles homonymes, voir Par-dessus le mur.
Pour plus de détails, voir Fiche technique et Distribution.
Par-dessus le mur est un film français réalisé par Jean-Paul Le Chanois, sorti en 1961.

## Synopsis
Une petite ville de la banlieue parisienne. Aucun événement majeur ne semble jamais troubler la vie paisible de ses habitants. Cependant, en ce dimanche où tout le monde se prépare pour la fête de l'école, un drame éclate. Le jeune Roger disparait. Dans la nuit, tous les habitants organisent les recherches.
Simone et Jean, qui installent leur foyer dans cette banlieue, découvrent ainsi la vraie vie de ce lieu. Simone est enceinte.
La petite ville abrite des « blousons dorés », des jeunes qui appartiennent à la « bande des photographes » et qui se réunissent dans un château pour se livrer à des scènes d'initiation. 
Le matin du drame, Simone constate que son vélomoteur a disparu. Faut-il accuser la bande des photographes ou le vagabond ? Faut-il chercher plus loin, en se rapprochant de la ville où les grands buildings abritent déjà des clans de petits durs ? La police fait son enquête.
Mais finalement, c'est autour de Jean et Simone que toutes les volontés se réunissent pour faire aboutir l'enquête et apporter une solution humaine au problème que pose la vie.

## Fiche technique
- Titre original : Par-dessus le mur
- Titre alternatif : Les Enfants du bonheur
- Réalisation : Jean-Paul Le Chanois
- Assistants à la réalisation : Jean Léon, Maud Linder
- Scénario : Jean-Paul Le Chanois
- Adaptation et dialogues : Jean-Paul Le Chanois et Pierre Véry
- Photographie : Marc Fossard
- Cadre: Alain Douarinou
- Son : Jean Rieul
- Montage : Emma Le Chanois et Jacqueline Aubery
- Décors : Daniel Guéret
- Musique : Georges Delerue
- Production : Jean Tadié
- Société de production : Tadié-Cinéma-Production
- Sociétés de distribution : Mercury Films (France), Francinor (France)
- Pays d’origine :  France
- Langue originale : français
- Format : noir et blanc - 35 mm - 1,37:1 - mono
- Genre : comédie dramatique
- Durée : 101 minutes
- Date de sortie : France, 23 août 1961
- (fr) Classification CNC : tous publics, visa d’exploitation no 22596 délivré le 15 janvier 1960

## Distribution
- Silvia Monfort : Simone
- François Guérin : Jean
- Françoise Bertin : Madame Bellonger
- Aline Bertrand : la belle-mère
- Juliette Faber : Madame Petitot
- Christian Fourcade : Jacques
- Germaine de France : la vieille dame
- Georges Lannes : le beau-père, père de Jean
- Pierre Larquey : le clochard
- Jacques Mauclair : Monsieur Bellonger
- Armand Meffre : Monsieur Bertrand (le barbu)
- Louis Velle : Monsieur Petitot
- Paul Villé : le grand-père
- Paulette Frantz : la femme du gendarme
- Marc Eyraud : Monsieur Dupuis
- Charles Bouillaud  : un voisin
- Dominique Davray : Madame Dupuis
- Geneviève Morel : une voisine
- Paul Faivre
- Luce Fabiole
- Bernard Noël : André-Pierre,  avocat
- Françoise Prévost : Lucienne, épouse d'André-Pierre
- Bérangère Vattier : Solange
- Christian Bouhier : le fils du tabac
- Marie-Catherine Faburel
- Alain Cuniot : l'instituteur
- Hoarau : le gendarme
- Michel Glannou : Roger
- Bibi Morat : l'insupportable

## Production

### Genèse
Ce film appartient à la catégorie des films engagés de Jean-Paul Le Chanois traitant des problèmes de société. Dans ses entretiens avec Philippe Esnault), Jean-Paul Le Chanois explique : « J’ai essayé de me rendre utile, en participant avec un certain nombre d’éducateurs à des rencontres avec le professeur Meyer pour voir ce qu’on pouvait faire, sur le plan du cinéma. Naturellement, c’étaient des actes purement désintéressés. […] On a trouvé, des moyens, des gens de bonne volonté : on a fait notamment un film en trois épisodes sur le mensonge chez l’enfant.
Après, j’en ai fait un plus long, sous une forme romancée, parce qu’on espérait gagner de l’argent avec. Il a coûté très bon marché, je n’ai pas été payé, la plupart des acteurs non plus : il s’appelle Par-dessus le mur. […] Son exploitation commerciale fut ultra-réduite alors qu’il est très bien fait, bien tourné, bien monté, bénéficie de la présence de Silvia Monfort comme actrice et de bons comédiens. »

### Tournage
- Période de prises de vue : 2 septembre au 20 octobre 1959[2].
- Extérieurs : Île-de-France.

## Accueil critique
À voir-À Lire : « Le Chanois qui devint l’une des cibles des laudateurs de la Nouvelle Vague, au même titre que Cayatte ou Autant-Lara, entreprenait avec Par-dessus le mur, dont il a également écrit le scénario, l’un de ses projets les plus personnels. Le thème de société abordé est celui du mal-être adolescent, et de la délinquance qui peut en résulter. Le cinéaste insiste sur le regard porté par les adultes et les effets qu’il suscite. Pour parvenir à sa démonstration (car il s’agit bien d’un film à thèse, avec les écueils inhérents au genre), Le Chanois place au centre de la narration un jeune couple de la classe moyenne, Jean et Simone, installé depuis peu dans le quartier résidentiel d’une banlieue parisienne. Ils vivent un bonheur paisible et attendent un bébé. Ils observent les relations qu’entretiennent les voisins avec leurs enfants, de façon à pouvoir être des parents éclairés. Si la trame humaniste ne brille pas par son originalité, il faut la replacer dans le contexte des années 60, qui virent le dernier souffle d’une société rigide, avant les bouleversements de Mai 68. Le métrage a aussi le mérite de traiter la question des banlieues naissantes (Jean et Simone visitant des tours de HLM en construction, un ado fugueur dont on suspecte qu’il a rejoint des jeunes de la cité). Le film vaut surtout par ces ruptures de ton (on passe d’une comédie du couple à la Becker au drame social aux accents néoréalistes) et sa structure en double flash-back, qui casse la linéarité d’un récit accordant un poids aux digressions (la scène avec le voisin sourd, digne de Tati). On regrettera par contre le jeu théâtral et la diction nasillarde de nombreux seconds rôles, dont certains incarnent en outre des figures stéréotypées du « cinéma de qualité » de l’époque, parfois méprisantes et croquées avec dédain : beaux-parents étriqués, notables hypocrites, instituteur malveillant… Et ce par contraste avec les personnages interprétés par les deux acteurs principaux, admirables. Silvia Monfort, que Le Chanois avait déjà dirigée, est sublime et nuancée, et d’une beauté troublante. Elle trouvait ici son meilleur rôle à l’écran depuis La Pointe Courte de Varda, et l’on peut regretter que le cinéma français n’ait pas davantage utilisé le talent de cette tragédienne. À ses côtés, François Guérin, qui fut le jeune premier des Yeux sans visage de Franju, ne démérite pas. À mi-chemin entre le caractère novateur des 400 coups de Truffaut et l’angélisme édifiant de Chiens perdus sans collier de Delannoy, Par-dessus les murs (qui a pour titre alternatif Les Enfants du bonheur) a droit finalement à une deuxième chance. Car le film était passé inaperçu à sa sortie et a été peu diffusé par la suite. »